# آرغرية سنمية
آرغرية سنمية (الاسم العلمي: Argyreia cymosa) هو نوع من النباتات يتبع جنس الآرغرية من الفصيلة ال	محمودية.